# قطيفة (نبات)
القُطَيفة   أو سالف العروس (باللاتينية: Amaranthus) جنس نباتي يتبع الفصيلة القطيفية. يضم جنس القطيفة حوالي 60 نوعاً من النباتات.

## من أنواعها
- البقلة اليمانية أو القطيفة الجربوزية (باللاتينية: Amaranthus blitum)
- القطيفة بيضاء الثمار (باللاتينية: Amaranthus leucocarpus)
- القطيفة ثلاثية الألوان (باللاتينية: Amaranthus tricolor)
- القطيفة الدموية (باللاتينية: Amaranthus cruentus)
- القطيفة الشائكة (باللاتينية: Amaranthus spinosus)
- القطيفة شبه الغضروفية (باللاتينية: Amaranthus hypochondriacus)
- القطيفة العثكولية (باللاتينية: Amaranthus paniculatus)
- القطيفة الغامضة (باللاتينية: Amaranthus dubius)